# Joao Domingos Bomtempo
Joao Domingos Bomtempo (født 28. december 1775 i Lissabon, død 18. august 1842) var en portugisisk komponist, pianist, lærer og rektor.
Bomtempo studerede komposition og klaver på Patriarkal Musik Seminarium i Lissabon. Han rejste til Paris og London som udøvende koncertpianist og bosatte sig i London (1810-1822). Bomtempo vendte tilbage til Lissabon (1822) og blev senere rektor og musiklærer i komposition på det Nationale Musikkonservaotrium. Han har skrevet to symfonier, orkesterværker, seks klaverkoncerter, kammermusik, et rekviem, klaverstykker etc. Bomtempo hører til de væsentlige komponister i Portugal fra 1800-tallet.

## Udvalgte værker
- Symfoni nr. 1 (i Eb-dur) (1810) - for orkester
- Symfoni nr. 2 (i D-dur) (?) - for orkester
- Klaverkoncert nr. 1 (1804) - for klaver og orkester
- KLaverkoncert nr. 2 (1810) - for klaver og orkester
- Klaverkoncert nr. 3 (?) - for klaver og orkester
- Klaverkoncert nr. 4 (1811-12) - for klaver og orkester
- Klaverkoncert nr. 5 (?) - for klaver og orkester
- KLaverkoncert nr. 6 (1810-40) - for klaver og orkester
- Requiem (i C-mol) (1819-20)
- 12 studier (1816) - for klaver